# Municipi de Tukums
El municipi de Tukums (en letó: Tukuma novads) és un dels 36 municipis de Letònia, que es troba localitzat al centre-oest del país bàltic, i que té com a capital la localitat de Tukums. El municipi va ser creat després d'una reorganització territorial del 2020.

## Ciutats i zones rurals
- Tukums (ciutat)
- Degoles pagasts (zona rural)
- Džūkstes pagasts (zona rural)
- Irlavas pagasts (zona rural)
- Jaunsātu pagasts (zona rural)
- Lestenes pagasts (zona rural)
- Pūres pagasts (zona rural)
- Sēmes pagasts (zona rural)
- Slampes pagasts (zona rural)
- Tumes pagasts (zona rural)
- Zentenes pagasts (zona rural)

## Població i territori
La seva població està composta per un total de 33.608 persones (2009). La superfície del municipi té uns 1.198,1 kilòmetres quadrats, i la densitat poblacional és de 28,05 habitants per kilòmetre quadrat.